# Kurt Seiffert
Armin Kurt Seiffert (Detroit, 21 de diciembre de 1935) es un deportista estadounidense que compitió en remo como timonel. Participó en dos Juegos Olímpicos de Verano en los años 1956 y 1960, obteniendo una medalla de oro en Melbourne 1956 en la prueba de dos con timonel.

## Palmarés internacional
| Juegos Olímpicos | Juegos Olímpicos      | Juegos Olímpicos | Juegos Olímpicos |
| Año              | Lugar                 | Medalla          | Prueba           |
| ---------------- | --------------------- | ---------------- | ---------------- |
| 1956             | Melbourne (Australia) | Medalla de oro   | Dos con timonel  |